# 2010年日本APEC峰會
亞太經合組織第十八次領導人非正式會議（英語：The 18th APEC Economic Leaders' Meeting），簡稱：2010年日本APEC峰會（英語：APEC Japan 2010）。
這是日本第二次主辦APEC峰會，第一次是在1995年。此年領導人峰會於11月13-14日於橫濱舉行。

## 峰會議題
選擇「變革與行動」，是因為APEC需要在全球政治經濟秩序發生重大變化的時期，建立在過去成功基礎上的基礎上，提出必要的變革並實施具體的行動，以確保其在21世紀繼續扮演重要且相關的角色。

## 外部連結
- 2010 日本APEC官方網站（页面存档备份，存于）（英文）
- 亞太經濟合作峰會官方網站（页面存档备份，存于）（英文）

| 前任者： 2009年新加坡APEC峰會 | APEC峰會 2010 | 繼任者： 2011年美國APEC峰會 |